# Herb Anglii

Obecny herb Anglii

Herb Anglii w formie dziś istniejącej wprowadził po raz pierwszy król Ryszard I Lwie Serce w roku 1198, najwidoczniej na wzór herbu Księstwa Normandii. Normandia używa teraz dwóch lampartów, jednak w historycznej, alternatywnej wersji były trzy, tak jak na herbie Anglii. 
Zgodnie z tradycją dodatkowe zwierzę zostało dodane do dwóch istniejących, aby ukazać połączone królestwo Anglii i Normandii. Inna wersja mówi, że dwa lamparty zostały połączone z pojedynczym lwem Akwitanii wraz z nabyciem tych terytoriów. Inni eksperci w dziedzinie heraldyki twierdzą, że na niskim poziome rozwoju heraldyki liczba normandzkich lampartów nie była stała, co wyjaśnia dlaczego teraz Anglia ma w godle trzy heraldyczne lamparty (dzisiaj nazywane lwami), a Normandia dwa.

## Historyczne herby Anglii

Herb używany przez królów Anglii w latach 1154–1189
Herb używany przez Ryszarda I w latach 1189–1198
Herb używany przez Ryszarda I i jego następców w latach 1198–1340
Herb używany przez Edwarda III w 1340 (ukazujący pretensje do tronu Francji)
Herb Edwarda III z elementem herbu Edwarda Wyznawcy
Herb Anglii używany (z przerwami) w latach 1406–1603
Herb Anglii z elementami herbu Filipa II, czasem używany przez Marię I w latach 1554–1558
Herb Republiki Angielskiej używany w latach 1649–1653
Współczesny mały herb Wielkiej Brytanii (używany poza Szkocją), z elementami herbu Anglii